# Hermann Jordan (Theologe)
Hermann Arnold Siegfried Jordan (* 30. Juli 1878 in Sandau (Elbe); † 17. Juni 1922 in Erlangen) war ein deutscher evangelisch-lutherischer Geistlicher und Hochschullehrer.

## Leben
Hermann Jordan war der Sohn des Quedlinburger Pfarrers Gustav Hermann Jordan.
Er besuchte die Schulen in Quedlinburg und legte dort 1896 die  Abiturprüfung ab. Im gleichen Jahr immatrikulierte er sich für ein Studium der Theologie, Philosophie und Geschichte an der Universität Erlangen. Im Sommersemester 1897 setzte er sein Studium an der Universität Greifswald fort.
Von 1899 bis 1903 war er als Hauslehrer in Deyelsdorf in Pommern angestellt und hielt Unterricht an der dortigen Volksschule; in dieser Zeit bestand er am  24. April 1900 sein Erstes Theologisches Examen und am 7. August 1902 sein Zweites in Stettin; kurz zuvor promovierte er mit Die Theologie der neuentdeckten Predigten Novatians an der Universität Greifswald am 14. Juni 1902 zum Lic. theol.
Am 1. Mai 1903 begann er ein praktisches Jahr am Domkandidatenstift in Berlin und wurde am 1. März 1904 zweiter Adjunkt und Leiter der alttestamentlichen Übungen. Seine Ordination erfolgte am 6. März 1904 und am 15. März 1904 wurde er dritter Domstiftprediger.
Nachdem er am 23. Juli 1904 mit einer Dissertation für Neues Testament und Kirchengeschichte habilitierte, wurde er im gleichen Jahr Privatdozent für Neues Testament und Kirchengeschichte an der Universität Greifswald.
Er wurde am 15. Oktober 1907, als Nachfolger von Friedrich Wiegand, zum außerordentlichen Professor für Kirchengeschichte und Patristik an die Universität Erlangen berufen und lehnte einen weiteren Ruf 1914 an die Universität Wien ab. Am 1. Mai 1914 wurde er ordentlicher Professor für Kirchengeschichte, Patristik, Christliche Kunstarchäologie und Missionsgeschichte.
Hermann Jordan blieb zeit seines Lebens unverheiratet.

## Mitgliedschaften
- Hermann Jordan war Mitglied in den Schwarzburgbundverbindung Sedinia in Greifswald und in der Uttenruthia in Erlangen.
- 1917 wurde er Mitglied der Gesellschaft für fränkische Geschichte.
- Im Verein für Bayerische Kirchengeschichte, der von Theodor von Kolde gegründet worden war, übernahm er nach Koldes Tod 1913 die Schriftleitung des Periodikums Beiträge zur bayerischen Kirchengeschichte, und im Reformationsjahr 1917 gründete er ergänzend die Reihe Quellen und Forschungen zur bayerischen Kirchengeschichte[2].

## Ehrungen
- Am 25. Dezember 1912 ernannte die Theologische Fakultät der Universität Greifswald Hermann Jordan zum Dr. theol. h. c.
- 1953 wurde der Jordanweg in Erlangen nach ihm benannt.[3]

## Schriften (Auswahl)
- Die Theologie der neuentdeckten Predigten Novatians. Naumburg a. S.: Druck von Lippert, 1902.
- Rhythmische Prosa in der altchristlichen lateinischen Literatur: Ein Beitrag zur altchristlichen Literaturgeschichte. Leipzig: Dieterich, 1905.
- Jesu im Kampfe der Parteien der Gegenwart. Stuttgart: Druck und Verlag der Chr. Belser’schen Verlagshandlung, 1907.
- Eine neuentdeckte Schrift des Frenaeus. Berlin: Vaterländ. Verlags & Kunstanstalt, 1907.
- Das Alter und die Herkunft der lateinischen Übersetzung des Hauptwerkes des Irenaeus. Leipzig: A. Deichert, 1908.
- Jesus und die modernen Jesusbilder. Lichterfelde-Berlin, 1909.
- Das Frauenideal des Neuen Testaments und der ältesten Christenheit.  Leipzig Deichert 1909.
- Heinrich Joseph Vogels; Theodor Schermann; Karl Holl; Hermann Jordan; Ivar August Heikel; Die Harmonistik im Evangelientext des Codex cantabrigiensis. Leipzig: J. C. Hinrichs’sche, 1910–1913.
- Geschichte der altchristlichen Literatur. Leipzig: Quelle & Meyer, 1911.
- Ein Dialog über die Reformation der Kirche aus dem Jahre 1404. Erlangen; Leipzig, 1911.
- Quellen und Literatur zur Kirchengeschichte. 
  - Band 1: Die alte Kirche. Erlangen: Junge, 1911.
  - Band 2: Das Mittelalter. Erlangen: Junge, 1912.
  - Band 3: Reformation und Gegenreformation. Erlangen: Junge, 1912.
- Celsus: Die älteste umfassende Kritik des Christentums. Leipzig Dörffling & Franke 1912.
- Neuere Kirchengeschichte seit der Reformation. Leipzig: A. Deichert, 1913.
- Die Mission des Christentums und die Weltpolitik der Nationen. Lichterfelde-Berlin: Runge, 1913.
- Theodor Kolde: ein deutscher Kirchenhistoriker. Leipzig: Deichert, 1914.
- Gibt es eine alt„christliche“ Kunst? Leipzig 1916.
- Luthers Staatsauffassung: ein Beitrag zu der Frage des Verhältnisses von Religion und Politik. München, 1917.
- Kulturgesinnung und Staatsgesinnung. Berlin Voss 1917.
- Gottfried Thomasius: Professor der evangelischen Theologie; 1802-1875. München: Duncker & Humblot, 1919.
- Hermann Jordan; Hermann Clauss; Simon Schoeffel; Wilhelm Knappe; Johannes Bergdolt; Karl Schornbaum: Quellen und Forschungen zur bayerischen Kirchengeschichte. 
  - Band 1: Reformation und gelehrte Bildung in der Markgrafschaft Ansbach-Bayreuth. 1917.
  - Band 2: Die Einführung der Reformation in Schwabach 1521–30. 1917.
  - Band 3: Die Kirchenhoheit der Reichsstadt Schweinfurt. 1920.
  - Band 4: Wolf Dietrich von Maxbrain und die Reformation in der Herrschaft Hohenwaldeck. 1920.
  - Band 5: Die freie Reichsstadt Windsheim im Zeitalter der Reformation. 1921.
  - Band 6: Die Deutschordenskomturei Rothenburg ob der Tauber. 1921.
  - Band 7: Geschichte der Pfarrei Alfeld. 1922.
- Hermann Jordan; Christian Bürckstümmer: Reformation und gelehrte Bildung in der Markgrafschaft Ansbach-Bayreuth: Eine Vorgeschichte der Universität Erlangen. Leipzig; Erlangen: Deichert, 1922.
- Von deutscher Not und deutscher Zunkunft: Gedanken und Aufsätze. Leipzig; Erlangen: W. Scholl, 1922.